# Lasiodora mariannae
Lasiodora mariannae é uma espécie de aranha pertencente à família Theraphosidae (tarântulas).